# Triadopathes triadocrada
Triadopathes triadocrada är en korallart som beskrevs av Opresko 1999. Triadopathes triadocrada ingår i släktet Triadopathes och familjen Stylopathidae. Inga underarter finns listade i Catalogue of Life.